# DaVonté Lacy
DaVonté Damion Lacy (Tacoma, 21 marzo 1993) è un cestista statunitense.